# 喬治亞空軍

喬治亞空軍旗

喬治亞空軍為喬治亞軍的空軍部隊，總員1,813人。除了Mi-8等直升機以外，也有各型號的Su-25。運輸機使用An-2，而教練機兼攻擊機則使用L-29。另外，防空飛彈部隊也屬於喬治亞空軍的管轄範圍。

## 沿革
喬治亞於1992年1月1日宣告設立航空部隊，是由空軍部隊與防空部隊聯合組成。1995年人員擴充至1,000名，1998年因應部隊重整而設立空軍。因為從舊蘇聯時代開始su-25就在提比里斯生產之故，喬治亞空軍一直以其作為主力機。

## 組織

喬治亞空軍的國籍標誌

喬治亞空軍是由空軍司令部控制下的航空與防空兩部隊構成，分別位於提比里斯附近的阿列克謝耶夫卡與馬紐裡。目前喬治亞空軍正在其NATO夥伴的協助下進行現代化工作，尤其是美國與土耳其。另外，也曾詢問過火鶴二型靶機與中翔UAV的性能與價格。

## 裝備
由於下述部分單位可能毀於2008年南奧塞梯戰爭之故，所附數量可能並不準確，總體有攻擊能力的戰機約20架。

### 圖片

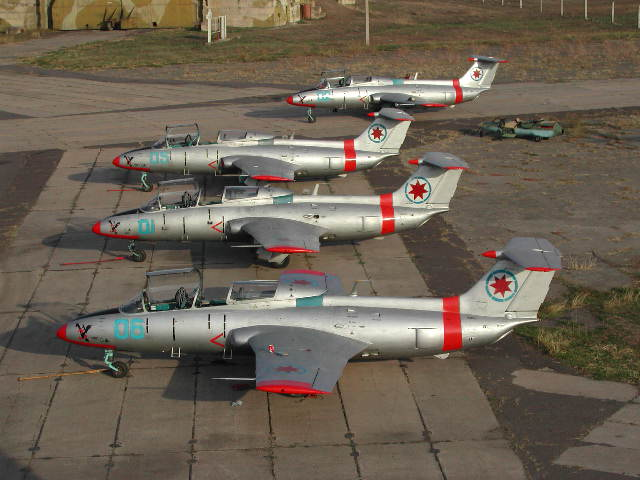
L-29
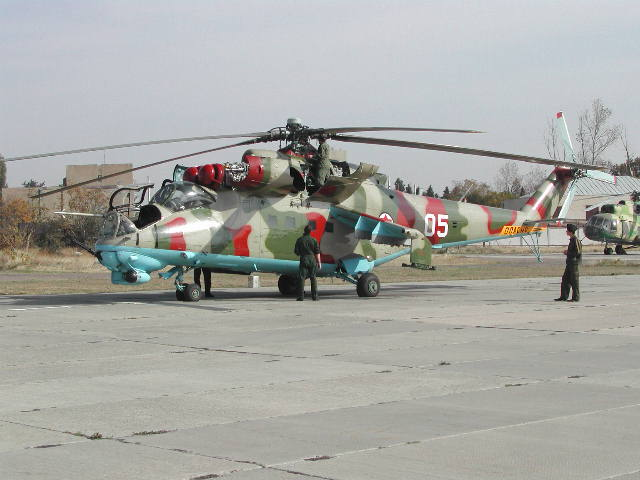
Mi-24 No.05
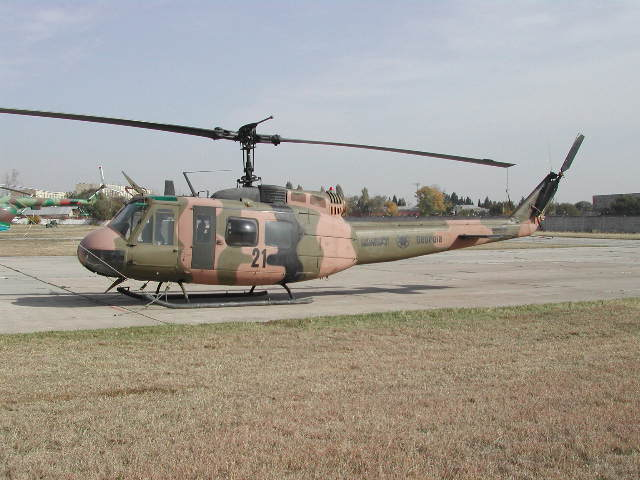
UH-1直升機
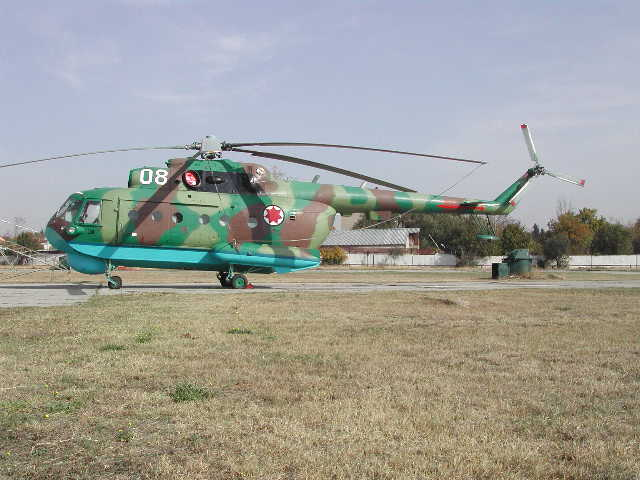
Mi-14反潛直升機
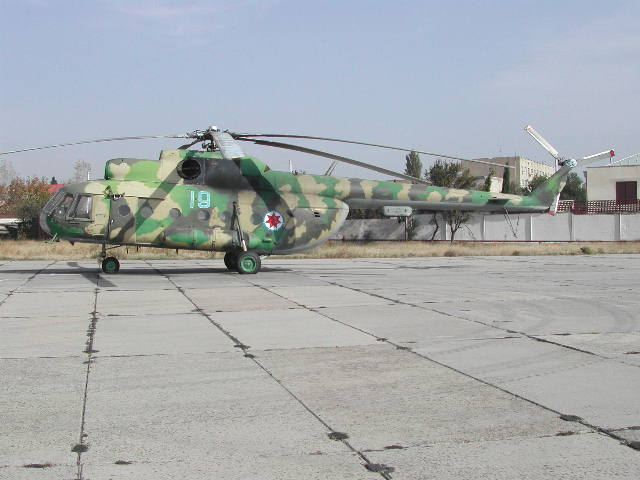
Mi-8T運輸直升機
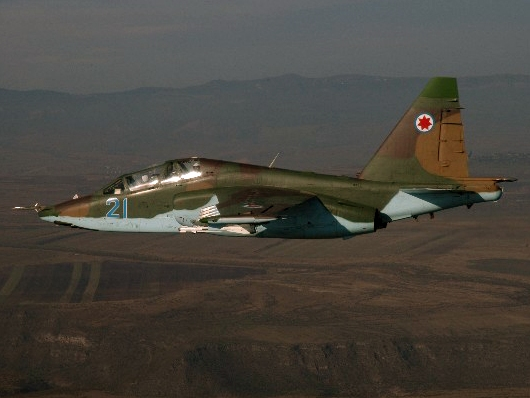
Su-25UB
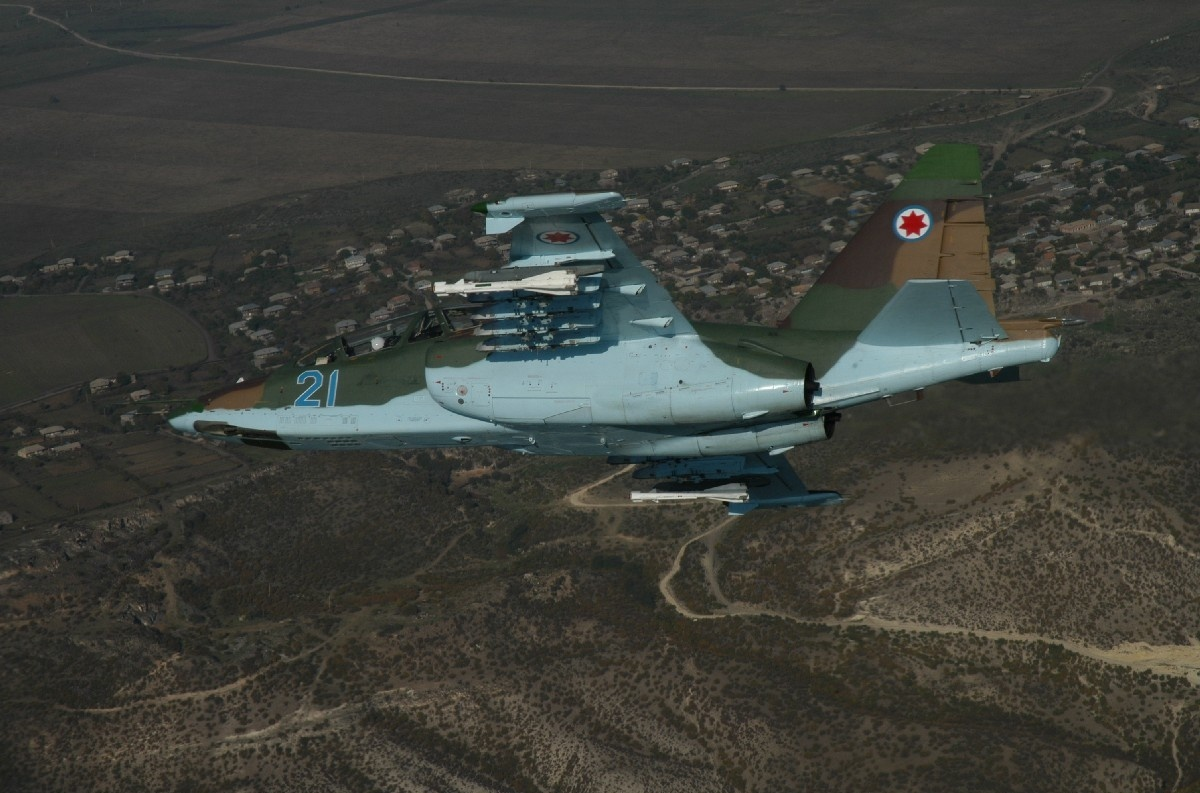
Su-25
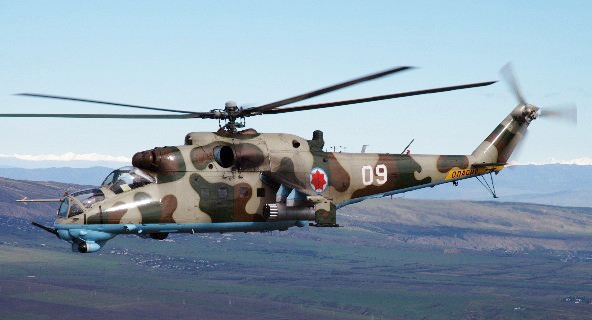
Mi-24雌鹿直升機 No.09

## 外部連結
- 喬治亞共和國國防部官方網頁（页面存档备份，存于） （格鲁吉亚文） / （英文）